# Arco romano de Cabanes
El Arco romano de Cabanes es un arco de triunfo romano construido en el siglo II d. C. situado en la localidad española de Cabanes (Castellón), a dos kilómetros y medio del centro urbano, junto a la vía Augusta y a la actual carretera CV-157, en medio de la llanura a la que da nombre.

## Historia
Según sus características constructivas y los modelos utilizados en época romana, se puede situar cronológicamente su construcción en torno al siglo II, debido al hallazgo al pie del arco de varias monedas de esa época, además de su semejanza con otros monumentos coetáneos. Por su localización geográfica sobre la vía Augusta y alejado de cualquier ciudad romana o límite administrativo, lo más probable es que se trate de un arco privado de carácter honorífico-funerario, asociado a una villa rural ubicada junto al monumento.
El arco romano de Cabanes fue declarado Monumento Histórico-Artístico perteneciente al Tesoro Artístico Nacional por Decreto de 3 de junio de 1931, y desde entonces ha sido objeto de diferentes remodelaciones y programas de conservación. En el año 2004 el Ayuntamiento de Cabanes elaboró el Plan Especial de Protección de la Senda de los Romanos y del Arco de Cabanes para su protección. así como un "Plan Director del Arco Romano de Cabanes" para su protección redactado por un equipo pluridisciplinar dirigido por el arquitecto Jaime Prior y Llombart en el año 2020.

## Arquitectura

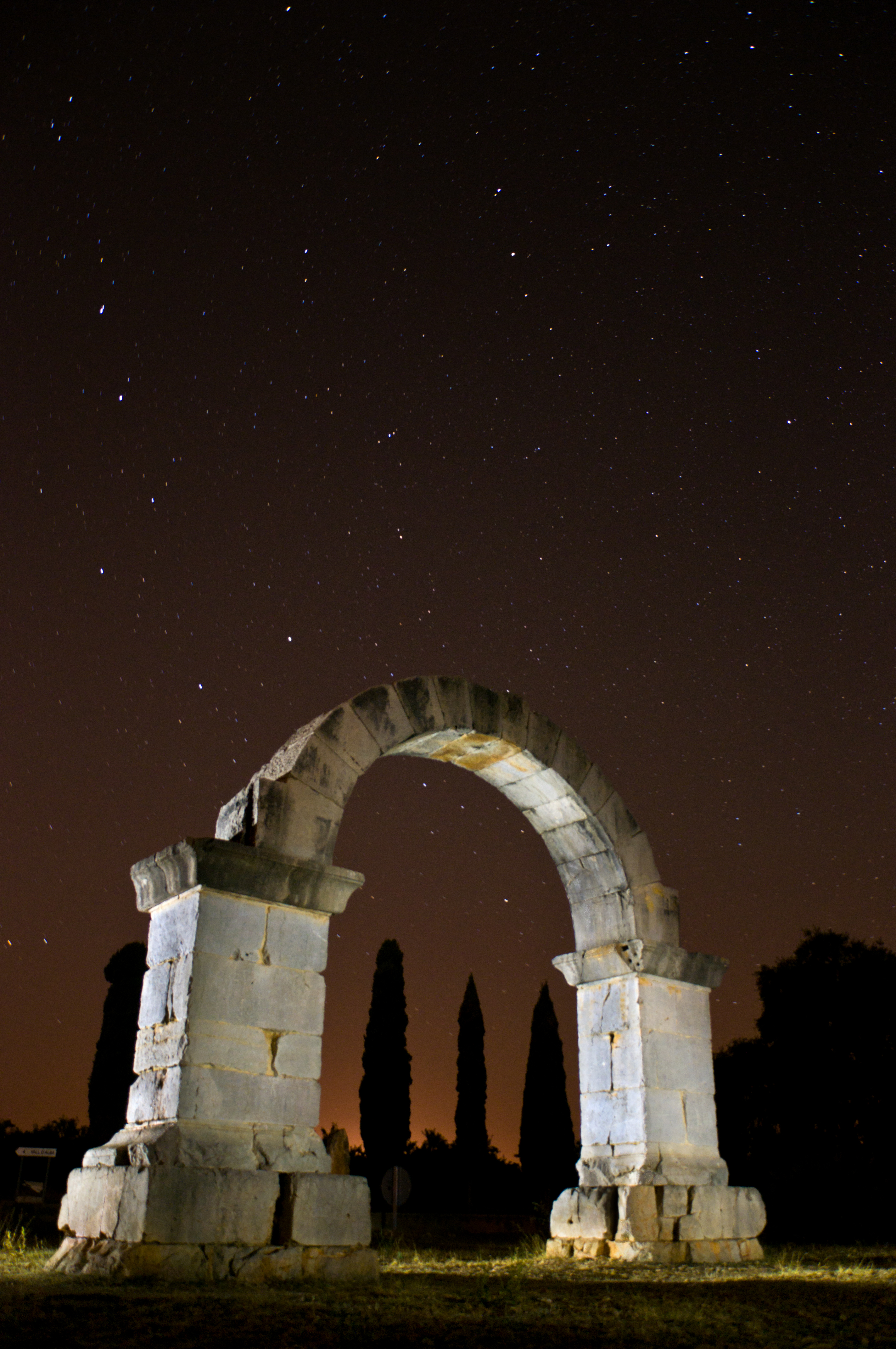
Vista nocturna

El monumento se encuentra incompleto, ya que carece del cuerpo superior por encima del arco. Solo se conservan los dos pilares y el arco, mientras el entablamento y las enjutas han desaparecido, y en el que los únicos elementos decorativos son las molduras de las impostas y los plintos. Cuenta con una altura de 5,80 metros, por 6,92 de ancho.
Está construido con piedra caliza a base de sillares de granito unidos sin argamasa, del que se conservan los dos pilares cuadrangulares que incluyen cabezales y zócalos, con la base y la imposta molduradas, y sobre los que se apoya el arco compuesto de medio punto compuesto por catorce dovelas ubicadas radialmente en forma de cuña.
El arco de Cabanes se incluye dentro de un amplio conjunto de arcos simples que se extienden por todo el mundo romano.